# Museo de Artes Aplicadas de Viena
El Museo Austriaco de Artes Aplicadas de Viena (en alemán: Museum für angewandte Kunst Wien - MAK) es un histórico y prestigioso museo de artes decorativas, situado en Stubenring número 5 en Viena. 
Fue fundado en 1863 como "Museo de arte e industria".
Desde 1986 se han ampliado las colecciones de obras de diversos movimientos artísticos y arquitectónicos. 
En 1993 el museo fue renovado y ampliado; las salas han sido renovadas y diseñadas de acuerdo a los conceptos de diferentes artistas.
El museo presentas muebles y accesorios (objetos de vidrio, porcelana, madera, tela y metales preciosos) que van desde la época medieval hasta la época contemporánea (obras de prestigiosos artistas como Donald Judd, James Turrell, Gordon Matta-Clark), así como maquetas de famosos edificios diseñados por arquitectos contemporáneos.
El museo, construido en 1871, ha sido iluminado por las noches desde 2004 por la instalación permanente al aire libre "MAKlite" del artista internacional de land art James Turrell.
En 2015, el MAK fue el primer museo en comprar una obra de arte (el salvapantallas de van den Dorpel "Event Listeners") con Bitcoin.
Con más de 300.000 objetos, el MAK tiene la colección en línea más grande de todos los museos federales de Austria.
Durante la visita, la audioguía se puede utilizar como una aplicación web en un teléfono móvil.

## MAK digital
El MAK tiene una amplia gama de ofertas digitales. Los datos sobre la colección o las publicaciones internas se publican para la investigación de manera transparente, y formatos como MAK Digistories o MAK Blog brindan información sobre una amplia variedad de temas. La audioguía se proporciona de forma gratuita en forma de aplicación web.
- MAK Colección en línea
  - MAK publicaciones internas
- Stories
  - MAK Blog
  - MAK Digistories
  - MAK Design LAB
  - MAK Guide
  - El MAK en Google Arts & Culture
  - Digital Life Literacy
- Juegos
  - World Wide Wonderland
  - MIX MAK
- Audio
  - Nachdenkereien
- Video

## Links
- MAK - Museum of Applied Arts (sitio web oficial)
- MAK Collection Online
- MAK Audio-Guide
- MAK Publicaciones
- MAK Design Shop Archivado el 8 de febrero de 2022 en Wayback Machine.
- Wien Geschichte Wiki: MAK - Museum für angewandte Kunst (en alemán)
- Oesterreichisches Museum für Kunst und Industrie. en: Allgemeine Bauzeitung, 1871 en Anno (Austrian Newspapers Online)
- Bibliografía relacionada con Museo de Artes Aplicadas de Viena en el catálogo de la Biblioteca Nacional de Alemania.